# Operacja Buster-Jangle

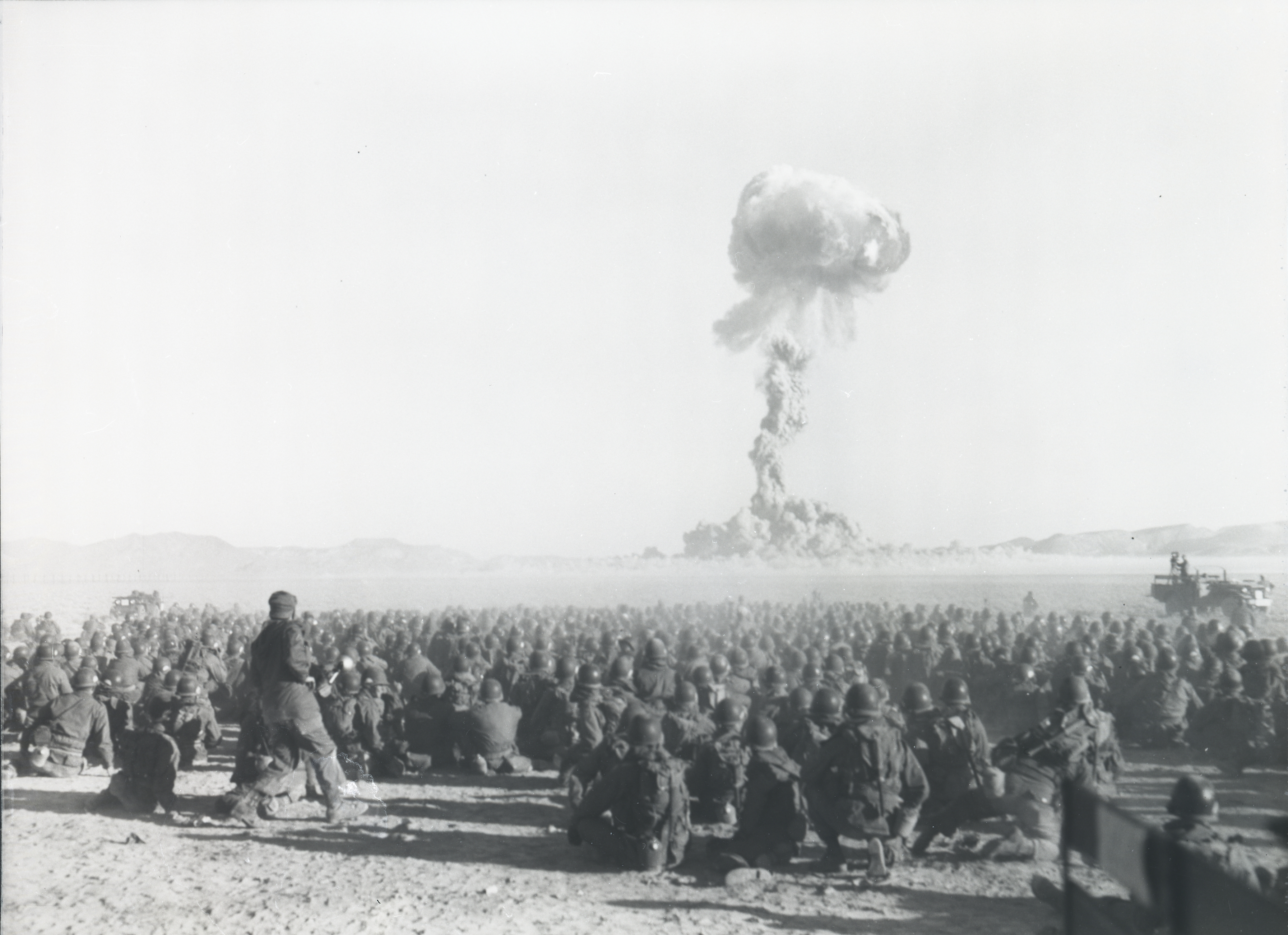
Próba atomowa na poligonie Nevada w ramach operacji Buster-Jangle. Żołnierze obserwujący wybuch atomowy znajdują się w odległości 9,7 kilometra od centrum eksplozji

Operacja Buster-Jangle (ang. Operation Buster-Jangle) – siódma seria amerykańskich testów broni atomowej, która odbyła się pod koniec 1951 roku na poligonie atomowym w Nevadzie. Buster-Jangle była pierwszą wspólną operacją Departamentu Obrony oraz Los Alamos National Laboratory. W testach uczestniczyło 6500 żołnierzy United States Army.

## Lista próbnych eksplozji
| Nazwa testu | Data                 | Miejsce        | Siła wybuchu     | Uwagi                        | Grafika |
| ----------- | -------------------- | -------------- | ---------------- | ---------------------------- | ------- |
| Able        | 22 października 1951 | Poligon Nevada | „mniej niż funt” | ładunek umieszczony na wieży |         |
| Baker       | 28 października 1951 | Poligon Nevada | 3,5 kilotony     | zrzut z B-50                 |         |
| Charlie     | 30 października 1951 | Poligon Nevada | 14 kiloton       | zrzut z B-50                 |         |
| Dog         | 1 listopada 1951     | Poligon Nevada | 21 kiloton       | zrzut z B-50                 |         |
| Easy        | 5 listopada 1951     | Poligon Nevada | 31 kiloton       | zrzut z B-45                 |         |
| Sugar       | 19 listopada 1951    | Poligon Nevada | 1,2 kilotony     | wybuch na powierzchni ziemi  |         |
| Uncle       | 29 listopada 1951    | Poligon Nevada | 1,2 kilotony     | wybuch podziemny (17 metrów) |         |